# Claveria (Misamis Ocidental)
Claveria é um município de  primeira classe de renda municipal (d) na província Misamis Oriental, nas Filipinas. De acordo com o censo de 1 de maio  de  2020 possui uma população de 52 478 pessoas e 12 595 domicílios.